# Галогенез
Галогенез ("англ." halogenesis; "нем. Halogenese f, Salzbildung f) – процесс осадконакопления, с которым связано отложение минеральных солей в осадочных бассейнах (водоемах) земной коры из водных растворов различного хим. состава и происхождения. 
В зависимости от химического состава исходных водных растворов возможно развитие хлоридного, сульфатного, содового галогенеза.
Большая часть солеродных бассейнов прошлого связана с развитием галогенеза хлоридного и сульфатного типов, в которых формировались крупные залежи калийных солей.
Водоемы с содовым типом галогенеза территориально связаны с горно-складчатыми областями (Анды и Кордильеры, Тибет и проч.), рифтовыми структурами (озера Африки) и впадинами конечного стока континентальных вод (озера Кулундинской степи).